# Devin Smith
Devin Michael Smith (New Castle, 12 aprile 1983) è un ex cestista e allenatore di pallacanestro statunitense.

## Carriera
Fa il suo esordio da cestista professionista nel 2005 in Spagna nella Liga ACB con il San Sebastián dove resta sino al 2007. La stagione 2007-08 la gioca in Italia con la Scandone Avellino. Nel 2008-2009 è nel Campionato turco col Fenerbahçe Ülker. La stagione 2009-2010 la disputa nel Campionato greco con il Panellīnios. Dall'estate del 2010 ritorna in Italian dove gioca in Serie A con la Pallacanestro Treviso.
Il 23 giugno 2011 si trasferisce nel campionato israeliano con il Maccabi Tel Aviv B.C..

## Statistiche

### College
| Anno      | Squadra            | PG | PT | MP   | TC%  | 3P%  | TL%  | RP  | AP  | PRP | SP  | PP   |
| --------- | ------------------ | -- | -- | ---- | ---- | ---- | ---- | --- | --- | --- | --- | ---- |
| 2002-2003 | Virginia Cavaliers | 32 | 23 | 26,6 | 40,7 | 38,6 | 72,5 | 4,2 | 1,3 | 0,6 | 0,8 | 11,6 |
| 2003-2004 | Virginia Cavaliers | 27 | 12 | 24,1 | 46,1 | 30,4 | 80,0 | 5,1 | 1,3 | 1,4 | 0,8 | 12,2 |
| 2004-2005 | Virginia Cavaliers | 26 | 24 | 31,8 | 44,8 | 35,4 | 75,6 | 6,1 | 0,9 | 0,9 | 0,8 | 16,5 |
| Carriera  | Carriera           | 85 | 59 | 27,4 | 43,8 | 35,3 | 76,1 | 5,1 | 1,2 | 0,9 | 0,8 | 13,3 |

### Eurolega
| Anno       | Squadra          | PG  | PT  | MP   | TC%  | 3P%  | TL%  | RP  | AP  | PRP | SP  | PP   |
| ---------- | ---------------- | --- | --- | ---- | ---- | ---- | ---- | --- | --- | --- | --- | ---- |
| 2008-2009  | Fenerbahçe       | 14  | 3   | 24,6 | 41,1 | 23,4 | 66,7 | 3,4 | 1,0 | 0,5 | 0,6 | 7,9  |
| 2011-2012  | Maccabi Tel Aviv | 21  | 19  | 27,0 | 41,9 | 28,6 | 85,7 | 4,8 | 0,8 | 0,6 | 0,6 | 8,3  |
| 2012-2013  | Maccabi Tel Aviv | 25  | 24  | 28,5 | 43,6 | 37,7 | 84,4 | 4,0 | 1,6 | 0,7 | 0,7 | 11,5 |
| 2013-2014† | Maccabi Tel Aviv | 28  | 27  | 28,0 | 49,8 | 41,1 | 85,3 | 5,6 | 1,0 | 0,5 | 0,5 | 9,9  |
| 2014-2015  | Maccabi Tel Aviv | 25  | 25  | 31,8 | 45,8 | 37,6 | 83,3 | 6,1 | 2,5 | 1,0 | 0,6 | 15,0 |
| 2015-2016  | Maccabi Tel Aviv | 9   | 9   | 30,1 | 41,7 | 41,3 | 75,0 | 5,4 | 1,9 | 0,6 | 0,1 | 12,7 |
| 2016-2017  | Maccabi Tel Aviv | 28  | 24  | 26,2 | 40,8 | 35,2 | 95,8 | 5,4 | 1,6 | 0,6 | 0,4 | 9,2  |
| Carriera   | Carriera         | 150 | 131 | 28,0 | 44,0 | 35,9 | 83,3 | 5,1 | 1,5 | 0,7 | 0,5 | 10,6 |

## Palmarès

### Club
- Campionato israeliano: 2

Maccabi Tel Aviv: 2011-12, 2013-14
- Coppa Italia: 1

Scandone Avellino: 2008
- Coppa di Israele: 6

Maccabi Tel Aviv: 2011-12, 2012-13, 2013-14, 2014-15, 2015-16, 2016-17
- Coppa di Lega israeliana: 4

Maccabi Tel Aviv: 2011, 2012, 2013, 2015
- Lega Adriatica: 1

Maccabi Tel Aviv: 2011-12
- Eurolega: 1

Maccabi Tel Aviv: 2013-14

### Individuale
- MVP Coppa Italia Serie A: 1

Scandone Avellino: 2008
- All-ULEB Eurocup First Team: 2

Panellīnios: 2009-10
Pall. Treviso: 2010-11
- All-Euroleague Second Team: 1

Maccabi Tel Aviv: 2014-15
- MVP Coppa di Lega israeliana: 1

Maccabi Tel Aviv: 2015